# Cestas
Cestas (en occitano Sestàs) es una comuna y población de Francia, en la región de Aquitania, departamento de Gironda, en el distrito de Burdeos. Pertenece al cantón de Gradignan.
Su población en el censo de 2007 era de 16 658 habitantes.
Está integrada en la Communauté de communes Cestas - Canéjan.

## Geografía
El municipio de Cestas se sitúa en tierras de Burdeos, al el sudoeste del poblado bordelés. Su superficie es de cerca de 10 000 hectáreas.
En la comuna hay dos formaciones de agua, y un estanque en medio de 600 hectáreas de bosques. El bosque está conformado principalmente por pinos y por helechos. Se sitúan allí tres parques de caminata, en los cuales se extienden decenas de kilómetros de camino, así como 25 km de pista para ciclistas.

## Demografía
| 700 | 529 | 437 | 739 | 935 | 815 | 959 | 965 | 1 080 | 1 102 | 1 221 | 1 237 | 1 431 | 1 460 | 1 561 | 1 734 | 1 710 | 1 762 | 1 872 | 1 916 | 1 974 | 1 842 | 2 021 | 1 920 | 1 915 | 2 302 | 2 960 | 3 548 | 6 445 | 13 730 | 16 768 | 16 927 | 16 658 |
| Para los censos de 1962 a 1999 la población legal corresponde a la población sin duplicidades (Fuente: INSEE [Consultar]) |     |     |     |     |     |     |     |       |       |       |       |       |       |       |       |       |       |       |       |       |       |       |       |       |       |       |       |       |        |        |        |        |